# Sideline Ho
Sideline Ho är en låt med den amerikanska R&B-sångerskan Monica, skriven av Harvey Mason Jr., Damon Thomas, Antonio Dixon, Eric Dawkins, Steve Russell, och Durrell "Tank" Babbsett samt producerad av The Underdogs. Låten släpptes under det första kvartalet av 2007, som den tredje singeln från hennes fjärde studioalbum The Makings of Me (2006).
"Sideline Ho" debuterade på en 77:e plats på den amerikanska musiklistan; Billboard Hot R&B/Hip-Hop Songs och klättrade senare till sin topp-position; en 45:e plats.

## Format och innehållsförteckningar

### Promotional CD single
1. "Sideline Ho" (album version) - 3:47
2. "Sideline Ho" (radio version) - 3:52

## Release historik
| Region | Format             | Datum            |
| ------ | ------------------ | ---------------- |
|        | Internet (försmak) | 25 July, 2006    |
| USA    | digital download   | February 5, 2007 |
| USA    | mainstream radio   | February 5, 2007 |

## Listor
| Lista (2007)                                  | Topp position |
| --------------------------------------------- | ------------- |
| Amerikanska Billboard Hot R&B/Hip-Hop Songs   | 45            |
| Amerikanska Billboard Hot R&B/Hip-Hop Airplay | 44            |